# Дзаганьони, Франческо
Франческо Джузеппе Дзаганьони (итал. Francesco Giuseppe Zagagnoni; 3 февраля 1767, Арджента — 7 апреля 1844, Рим) — итальянский композитор и музыкальный педагог.
Ученик Джованни Баттиста Мартини и Станислао Маттеи в Болонье. Монах-францисканец. Служил капельмейстером церкви Санта-Мария-деи-Серви, затем в Риме. Преподавал частным образом, среди его учеников Тимотео Пазини.
Автор церковной музыки: Торжественная месса для четырёх голосов с оркестром, Реквием, «Мизерере» для четырёх голосов и для трёх голосов с органом и др.